# Archidiocèse de Cagliari
L'archidiocèse de Cagliari (en latin : Archidioecesis Calaritana), un des 155 diocèses catholiques en Italie, est une métropole de l'Église catholique romaine qui fait partie de la région ecclésiastique de Sardaigne. Depuis 2019, l'archevêque titulaire est  Mgr Giuseppe Baturi (it).
Le clergé du diocèse est constitué de 129 religieux séculiers et 191 religieux réguliers.

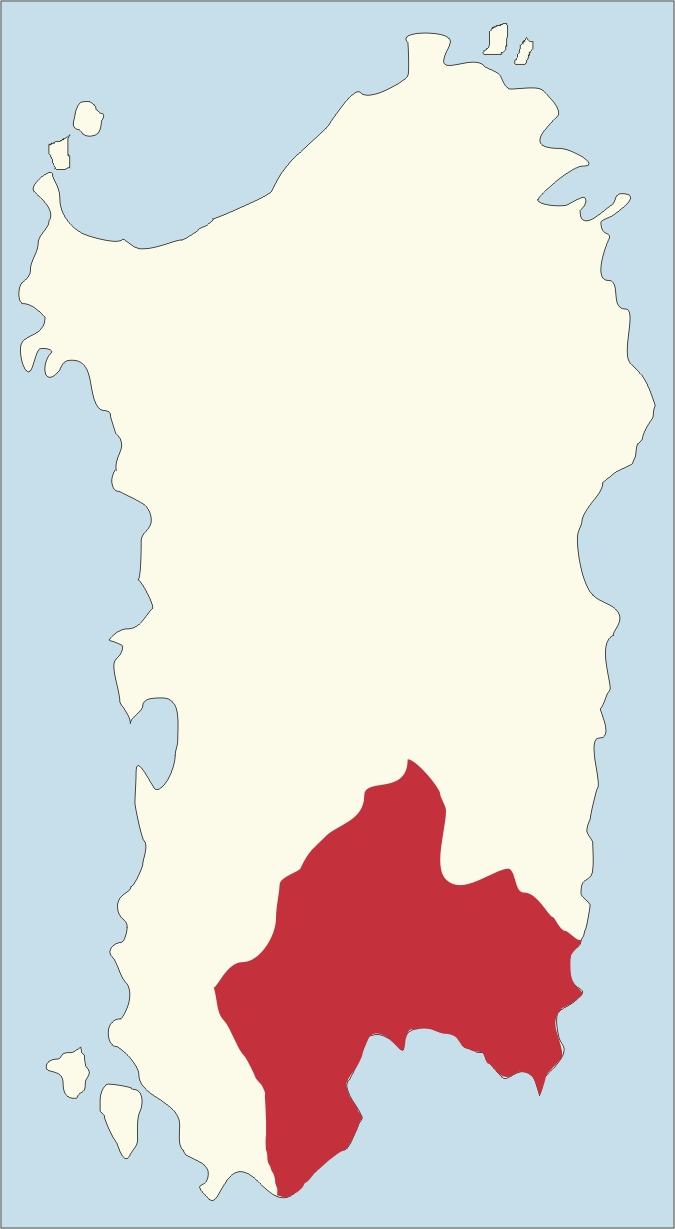
Situation de l'archidiocèse.

## Territoire
Le diocèse s'étend sur 4 041 km² couvrant 133 paroisses et accueillant 562 251 fidèles baptisés (99,8 % de la population).
L'archidiocèse comprend le centre-est de la province de Cagliari et une petite partie de la province de Nuoro.
Le siège archiépiscopal est la ville de Cagliari, où se trouve la cathédrale Sainte-Marie. À Cagliari sont également la basilique San Saturnino, la basilique Sainte-Croix, la basilique Notre-Dame de Bonaria. À Quartu Sant'Elena se trouve la basilique Sainte-Hélène impératrice (it).
Le territoire est divisé en 133 paroisses.

## Historique
Le diocèse de Cagliari a des origines anciennes. Le premier évêque à avoir une certaine crédibilité, du moins traditionnelle, serait saint Avendrace (it), il occupe le siège épiscopal de 70 à 77 (ou 87) où il fut martyrisé. Cette tradition est loin d'être certaine, même si un quartier de Cagliari qui porte son nom, où il aurait vécu en ermite, semble valider la tradition. Sur sa tombe a été construite l'église Sant'Avendrace, probablement en 202. Au XVIIe siècle, lors de modifications de l'édifice, fut découvert un hypogée du Ier siècle.
Le premier évêque de Cagliari certainement documenté est Quintasio, attesté en 314, puis le célèbre théologien Lucifer de Cagliari (353- vers 370).
Les évêques de Cagliari reçurent, en la personne de Lucifer II, le titre d'archevêque en 484.
À l'époque médiévale sa juridiction s'étendait sur les curatorie du Campidano, Colostrai, Decimomannu, Gipi, Nora et Nuraminis. Sa juridiction s'étendit en 1420 au diocèse de Suelli, en 1495 à celui de Galtellì, en 1503 à celui de Dolia et, en 1506, à celui de Sulcis.
Au cours des siècles suivants, certains diocèses ont de nouveau accédé à l'indépendance : en 1824 une partie du diocèse de Suelli forma le diocèse de Ogliastra, aujourd'hui diocèse de Lanusei, le diocèse d'Iglesias a été érigée en 1763, le diocèse de Galtellì a été restauré en 1779 et transféré à Nuoro.
Aujourd'hui, l'archevêque de Cagliari, primat de Sardaigne, porte aussi les titres de « Vessillario » (porte-drapeau ou gonfalonnier) de la Sainte Église romaine, baron de Suelli et baron de San Pantaleo. Le titre de primat de Sardaigne apparaît pour la première fois dans la correspondance du pape Victor III avec l'archevêque Jacques (1075-1089). En 1189, cependant, le pape Innocent II transféra la primatie à l'archevêque de Pise. Il a ensuite été revendiqué par l'archevêque de Cagliari, Antonio (1409).
Le 7 septembre 2008 la ville de Cagliari a été visité par le pape Benoît XVI, à l'occasion du centenaire du patronage de la Vierge de Bonaria sur la Sardaigne, proclamé par le pape Pie X.

## Source
- (it) Cet article est partiellement ou en totalité issu de l’article de Wikipédia en italien intitulé « Arcidiocesi di Cagliari » (voir la liste des auteurs).